# George Țucudean
George Țucudean (Arad, Rumania, 30 de abril de 1991) es un exfutbolista profesional rumano que jugaba de delantero.

## Trayectoria

### UTA Arad
Ţucudean comenzó jugando en el UTA Arad, el histórico equipo de su ciudad. Permaneció en el UTA dos temporadas antes de fichar por el Dinamo Bucureşti de la Liga I.

### Dinamo Bucarest
El delantero hizo su debut en su nuevo equipo el 1 de abril de 2011 en un partido contra el Universitatea Cluj. Pese a su juventud, Ţucudean tuvo un gran impacto inmediato en el equipo de Bucarest al anotar 4 goles en 13 partidos en la segunda mitad de la temporada 2010-11.
En la siguiente temporada —su primera completa para el equipo— jugó un total de 30 partidos y anotó 4 goles, además de debutar en la UEFA Europa League.
El 14 de julio de 2012 anotó dos goles en la Supercopa 2012 contra el CFR Cluj, en un partido que ganó en el Dinamo Bucureşti en la tanda de penaltis. Fue declarado mejor jugador del partido por su actuación. El 29 de julio anotó cuatro goles en el segundo partido de la jornada de la Liga I frente al CSMS Iași en un partido disputado en el Arena Națională.
Se retiró en 2020 a la edad de 29 años como consecuencia de problemas en el corazón.

## Estadísticas
| Club             | Año          | Liga | Liga  | Copa | Copa  | Europa | Europa | Otro(s) | Otro(s) | Total | Total |
| Club             | Año          | PJ   | Goles | PJ   | Goles | PJ     | Goles  | PJ      | Goles   | PJ    | Goles |
| ---------------- | ------------ | ---- | ----- | ---- | ----- | ------ | ------ | ------- | ------- | ----- | ----- |
| UTA Arad         | 2008–09      | 14   | 7     | 0    | 0     | 0      | 0      | 0       | 0       | 14    | 7     |
| UTA Arad         | 2009–10      | 27   | 6     | 0    | 0     | 0      | 0      | 0       | 0       | 27    | 6     |
| UTA Arad         | 2010–11      | 12   | 9     | 0    | 0     | 0      | 0      | 0       | 0       | 12    | 9     |
| UTA Arad         | Total        | 53   | 22    | 0    | 0     | 0      | 0      | 0       | 0       | 53    | 22    |
| Dinamo București | 2010–11      | 10   | 2     | 3    | 2     | 0      | 0      | 0       | 0       | 13    | 4     |
| Dinamo București | 2011–12      | 23   | 2     | 4    | 1     | 3      | 1      | 0       | 0       | 30    | 4     |
| Dinamo București | 2012–13      | 2    | 4     | 0    | 0     | 0      | 0      | 1       | 2       | 3     | 6     |
| Dinamo București | Total        | 35   | 8     | 7    | 3     | 3      | 1      | 1       | 2       | 46    | 14    |
| Career total     | Career total | 88   | 30    | 7    | 3     | 3      | 1      | 1       | 2       | 99    | 36    |

Actualizado el 29 de julio de 2012

## Palmarés
- Dinamo Bucureşti:
  - Cupa României: 2011-12
  - Supercupa României: 2012

- Steaua Bucureşti:
  - Liga I: 2014-15
  - Copa de Rumania: 2014-15
  - Copa de la Liga de Rumania: 2014-15

- Viitorul Constanța:
  - Liga I: 2016-17

- CFR Cluj:
  - Liga I: 2017-18, 2018-19, 2019-20
  - Supercopa de Rumania: 2018